# Andrea Jördens
Andrea Jördens (* 27. Juni 1958 in Hildesheim) ist eine deutsche Papyrologin und Althistorikerin.

## Karriere
Andrea Jördens studierte von 1977 bis 1984 Klassische Philologie, Geschichte und Mittellatein an der Universität Göttingen, der Universität Florenz und der Universität Heidelberg, wo sie das in Florenz am Istituto Papirologico „Girolamo Vitelli“ bei Manfredo Manfredi begonnene Studium der Papyrologie bei Dieter Hagedorn fortsetzte. Nach dem 1. Staatsexamen für das Lehramt an Gymnasien wurde sie 1986 aufgrund ihrer durch ein Stipendium der Landesgraduiertenförderung Baden-Württembergs unterstützten Dissertation Vertragliche Regelungen von Arbeiten im späten griechischsprachigen Ägypten. Mit Editionen von Texten der Heidelberger Papyrus-Sammlung, des Istituto Papirologico „G. Vitelli“, des Ägyptischen Museums zu Kairo und des British Museum in London (P. Heid. V) promoviert. Gutachter waren Dieter Hagedorn und der Althistoriker Fritz Gschnitzer. Seit 1987 war Jördens wissenschaftliche Angestellte im Rahmen des von dem Rechtshistoriker Hans-Albert Rupprecht geleiteten Projektes Griechische Papyrusurkunden aus Ägypten am Institut für Rechtsgeschichte und Papyrusforschung der Philipps-Universität Marburg, das die von dem Rechtshistoriker Otto Gradenwitz ins Leben gerufenen und von dem Papyrologen Friedrich Preisigke begonnenen Referenzwerke der Papyrologie fortführte. 2002 erfolgte die Habilitation mit der Arbeit Statthalterliche Verwaltungspraxis in der römischen Kaiserzeit. Studien zum praefectus Aegypti an der Universität Marburg im Fach Alte Geschichte. 2004 wurde Jördens als Nachfolgerin ihres akademischen Lehrers Dieter Hagedorn auf die Professur für Papyrologie am Institut für Papyrologie der Universität Heidelberg berufen, dessen Direktorin sie bis zu ihrem Eintritt in den Ruhestand zum Ende des Sommersemesters 2024 war.
Seit 1989 ist Jördens Mitglied der Association Internationale de Papyrologues, seit 1995 Mitglied der Mommsen-Gesellschaft und der American Society of Papyrologists. Sie ist ordentliches Mitglied des Deutschen Archäologischen Instituts. 2004 wurde sie in das Comité der Association Internationale de Papyrologues gewählt, aus dem sie 2013 satzungsgemäß ausschied; gleichzeitig wurde sie zur Präsidentin gewählt. Das Amt bekleidete sie bis 2019. Zu ihrem Nachfolger wurde Paul Schubert gewählt. Jördens ist stellvertretende Vorsitzende des wissenschaftlichen Beirats der Kommission für Alte Geschichte und Epigraphik und der von dieser herausgegebenen Zeitschrift Chiron sowie der Schriftenreihe Vestigia. Darüber hinaus ist sie Mitherausgeberin der Zeitschrift für Papyrologie und Epigraphik und gehört zum Beirat der Zeitschrift Bulletin of the American Society of Papyrologists. Ferner zeichnet sie als Mitherausgeberin verantwortlich für zwei Schriftenreihen, Papyrologische Texte und Abhandlungen sowie Philippika. Altertumswissenschaftliche Abhandlungen. Contributions to the Study of Ancient World Cultures. Anlässlich ihres 65. Geburtstages wurde sie unter großer internationaler Beteiligung mit einer Festschrift geehrt.

## Werk
Als Papyrologin arbeitet Jördens an der Edition, Kommentierung und historischen Auswertung der griechischsprachigen dokumentarischen Papyrustexte aus Ägypten, die alle Aspekte des privaten, gesellschaftlichen und öffentlichen Lebens des antiken Ägypten von der Eroberung des Landes durch Alexander d. Gr. bis weit in die Zeit der arabischen Herrschaft (4. Jahrhundert v. Chr. bis 8. Jahrhundert n. Chr.) beleuchten. Die Erstellung von unentbehrlichen Hilfsmitteln zur Erfassung und Erschließung des umfangreichen und disparaten Quellenmaterials, das aufgrund seines einzigartigen Charakters für viele Fragen der antiken Lebensverhältnisse weit über Ägypten hinaus Bedeutung besitzt, bildet einen besonderen Schwerpunkt. Systematische Studien widmen sich Problemen der Sozial-, Wirtschafts-, Rechts-, Verwaltungs- und Religionsgeschichte.
Zusammen mit dem Juristen Christoph Schönberger von der Universität Konstanz führte Jördens das Jahresvorhaben 2011/12 des Altertumswissenschaftlichen Kollegs Heidelberg zum Thema „Einheit des Rechts und Vielheit der Rechte zwischen Rom und Brüssel. Antiker und gegenwärtiger Umgang mit Fremdheit in großräumigen Herrschaftsgebilden“ durch. Sie ist als Teilprojektleiterin des Unterprojekts Rechtsschutzbitten an Götter und Dämonen (Papyrologie) am Sonderforschungsbereichs 933 Materiale Textkulturen. Materialität und Präsenz des Geschriebenen in non-typographischen Gesellschaften an der Universität Heidelberg beteiligt.
Nach langjähriger Mitarbeit zeichnet Jördens seit 2009 als Herausgeberin für die einst auf Initiative des Rechtshistorikers Otto Gradenwitz von dem Papyrologen Friedrich Preisigke begonnenen, später von den Rechtshistorikern Emil Kießling und Hans-Albert Rupprecht fortgeführten papyrologischen Grundlagenprojekte, die Berichtigungsliste der griechischen Papyrusurkunden aus Ägypten (in Kooperation mit Francisca A. J. Hoogendijk, Papyrologisch Instituut der Universiteit Leiden), das Wörterbuch der griechischen Papyrusurkunden aus Ägypten und das Sammelbuch der griechischen Papyrusurkunden aus Ägypten verantwortlich, die nach Beendigung des von Hans Albert Rupprecht geleiteten Mainzer Akademieprojekts Griechische Papyrusurkunden aus Ägypten nunmehr mit Mitteln der Emil und Arthur Kießling-Stiftung und des Landes Baden-Württemberg am Institut für Papyrologie der Universität Heidelberg weitergeführt werden. Das von ihr geleitete Institut für Papyrologie der Universität Heidelberg ist zusammen mit zahlreichen internationalen Partnern maßgeblich an mehreren digitalen Hilfsmitteln zur Erschließung des papyrologischen Materials beteiligt. Als wichtigste sind zu nennen: Heidelberger Gesamtverzeichnis der griechischen Papyrusurkunden Ägyptens (HGV), Papyri.info, The Duke Databank of Documentary Papyri (DDbDP), Lit.pap (DCLP), PapPal, Bulletin of Online Emendations to Papyri (BOEP).

## Schriften (Auswahl)
- Autor und Herausgeber: Vertragliche Regelungen von Arbeiten im späten griechischsprachigen Ägypten. Mit Editionen von Texten der Heidelberger Papyrus-Sammlung, des Istituto Papirologico „G. Vitelli“, des Ägyptischen Museums zu Kairo und des British Museum, London (P. Heid. V). Winter, Heidelberg 1990 (= Veröffentlichungen aus der Heidelberger Papyrus-Sammlung, Neue Folge, Band 6), ISBN 3-533-04340-1.
- Autor und Herausgeber: Griechische Papyri aus Soknopaiu Nesos (P. Louvre I). Habelt, Bonn 1998 (= Papyrologische Texte und Abhandlungen, Band 43) ISBN 3-7749-2838-X
- Autor und Herausgeber (zusammen mit Paul Schubert): Griechische Papyri der Cahiers P. 1 und P. 2 aus der Sammlung des Louvre (P. Louvre II). Habelt, Bonn 2005 (= Papyrologische Texte und Abhandlungen, Band 44), ISBN 3-7749-3319-7.
- Beiträge in: Texte aus der Umwelt des Alten Testaments. Neue Folge, herausgegeben von Bernd Janowski und Gernot Wilhelm: Band I: Texte zum Rechts- und Wirtschaftsleben, Gütersloher Verlagshaus Gerd Mohn, Gütersloh 2004, ISBN 978-3-64121-987-1 (darin Kapitel V 6.1: Der Zolltarif (zusammen mit I. Kottsieper), S. 280–292; Kapitel VII: Griechische Texte aus Ägypten, S. 313–354). Band II: Staatsverträge, Herrscherinschriften und andere Dokumente zur politischen Geschichte, Gütersloh 2005, ISBN 978-3-64121-988-8 (darin: Kap. VIII: Griechische Texte aus Ägypten, S. 369–389). Band III: Briefe, Gütersloh 2006, ISBN 978-3-64121-989-5 (darin Kap. VIII: Griechische Briefe aus Ägypten, S. 399–427). Band IV: Omina, Orakel, Rituale und Beschwörungen, Gütersloh 2008, ISBN 978-3-64121-990-1 (darin Kap. IV 4.9.1.3–4.9.1.6: Traumaufzeichnungen aus dem Serapeum – die Katochoi, S. 374–377; Kapitel VII: Griechische Texte aus Ägypten, S. 417–445). Band V: Texte zur Heilkunde, Gütersloh 2010, ISBN 978-3-64121-991-8 (darin Kap. V: Griechische Texte aus Ägypten, , S. 317–350). Band VI: Grab-, Sarg-, Bau- und Votivinschriften, Gütersloh 2011, ISBN 978-3-64121-992-5 (darin Kapitel IX: Griechische Texte aus Ägypten, S. 403–436). Band VII: Hymnen, Klagelieder und Gebete, Gütersloh 2013, ISBN 978-3-64121-9932 (darin Kap. V: Griechische Texte aus Ägypten, S. 273–310). Band VIII: Weisheitstexte, Mythen und Epen, Gütersloh 2015, ISBN 978-3-64121-994-9 (darin Kapitel VII: Griechische Texte aus Ägypten, S. 479–518). Band IX: Texte zur Wissenskultur, Gütersloh 2020, ISBN 978-3-64121-995-6 (darin Kap. VI: Griechische Texte aus Ägypten, S. 527–595).
- Herausgeber: Itzhak F. Fikhman. Wirtschaft und Gesellschaft im spätantiken Ägypten. Kleine Schriften. Steiner, Stuttgart 2006 (= Historia Einzelschriften, Band 192), ISBN 978-3-515-08876-3.
- Herausgeber (zusammen  mit Joachim Friedrich Quack): Ägypten  zwischen  innerem  Zwist  und  äußerem  Druck.  Die  Zeit  Ptolemaios’  VI.  bis  VIII. (Internationales  Symposion  Heidelberg, 16. bis 19. September 2007). Harrassowitz, Wiesbaden 2011 (= Philippika. Altertumswissenschaftliche Abhandlungen. Contributions to the Study of Ancient World Cultures, Band 45), ISBN 978-3-447-06504-7.
- Herausgeber (zusammen mit Hans Armin Gärtner, Herwig Görgemanns, Adolf Martin Ritter): Quaerite faciem eius semper. Studien zu den geistesgeschichtlichen Beziehungen zwischen Antike und Christentum. Dankesgabe für Albrecht Dihle zum 85. Geburtstag aus dem Heidelberger „Kirchenväterkolloquium“. Kovač, Hamburg 2008 (= Studien zur Kirchengeschichte, Band 8), ISBN 978-3-8300-2749-2.
- Statthalterliche Verwaltung in der römischen Kaiserzeit. Studien zum praefectus Aegypti, Franz Steiner, Stuttgart 2009 (= Historia. Einzelschriften, Band 175), ISBN 978-3-515-09283-8.
- Herausgeber: Ägyptische Magie und ihre Umwelt. Harrassowitz, Wiesbaden 2015 (= Philippika. Altertumswissenschaftliche Abhandlungen. Contributions to the Study of Ancient World Cultures, Band 80), ISBN 978-3-447-10316-9.
- Herausgeber: Hans-Albert Rupprecht. Beiträge zur Juristischen Papyrologie. Kleine Schriften. Franz Steiner, Stuttgart 2017, ISBN 978-3-515-11684-8.
- Hauptautor und Herausgeber:  Griechische Papyri aus der Sammlung des Louvre (P. Louvre III). Mit Beiträgen von Lajos Berkes, Fritz Mitthof, Maria Nowak und Naïm Vanthieghem. Habelt Verlag, Bonn 2022 (= Papyrologische Texte und Abhandlungen, Band 47), ISBN 978-3-7749-4350-6.